# Dassault Mirage IV
Le Mirage IV est un bombardier stratégique français dont les études ont débuté au milieu des années 1950. Entré en service en 1964, il fut le premier vecteur de la « triade » de la dissuasion nucléaire française. Sa carrière a duré plus de 40 ans (retrait du service en juin 2005), dont les dix dernières années sont uniquement consacrées à des missions de reconnaissance. À partir de 1960, le Mirage IV est l'un des quelques avions au monde (avec le English Electric Lightning et le Convair B-58 Hustler) capables de voler à Mach 2 soutenu pendant plus d'une demi-heure d'affilée. L'expérience du vol bisonique acquise sert au programme Concorde.

## Historique

### La genèse de la dissuasion nucléaire française sous laIVeRépublique (1952-1958)
Le 18 octobre 1945, le président du Gouvernement provisoire de la République française Charles de Gaulle crée par ordonnance no 45-2563 le Commissariat à l'énergie atomique (CEA) avec pour mission de « mettre en œuvre l'utilisation de l'énergie atomique dans les domaines de la science, de l'industrie et de la défense nationale » française, bien que ce dernier objectif ne soit pas clairement avoué.

#### Les études de la bombe A (1952-1958)
L'instabilité des gouvernements de la IVe République nuit à un plan à long terme visant à doter la France de l'arme nucléaire. Le 20 juin 1952, le président du Conseil, Antoine Pinay, et son secrétaire d'État aux Finances, Félix Gaillard, présentent un projet de loi de programme pour la réalisation du plan de développement de l'énergie atomique (1952-1957), qui prévoit la production d'une quantité significative de plutonium. D'où les recherches géologiques de gisements d’uranium que la France mène sur son territoire et dans ses colonies, comme Madagascar. Au sein du même gouvernement, certains sont favorables à l'arme nucléaire, d'autres, dubitatifs, et d'autres, opposés.
Puis, le 20 mai 1954, le ministre de la Défense nationale français, René Pleven, consulte officiellement les secrétaires d'État sur un programme nucléaire de défense et le 26 octobre 1954, le président du Conseil, Pierre Mendès France, signe un décret instituant une Commission supérieure des applications militaires de l'énergie atomique, complété le 4 novembre 1954 par un arrêté créant un Comité des explosifs nucléaires.
Enfin, le 20 mai 1955, sous le 2e gouvernement Edgar Faure, le CEA, le secrétaire d'État aux Finances et aux Affaires économiques, Jean Gilbert-Jules, et le ministre de la Défense nationale et des Forces armées, Pierre Kœnig, signent un accord mettant fin aux débats parlementaires de la IVe République et décident de financer la bombe A sur la période 1955-1957. Même si elle ne le dit pas, la France est donc décidée en 1955 à rejoindre à l'horizon 1963, pour les plus optimistes, le « club » des détenteurs de l'arme nucléaire siégeant au Conseil de sécurité des Nations unies (les États-Unis dès 1945, l'URSS, qui leur emboite le pas en 1949, puis le Royaume-Uni en 1952). D'autres décisions viennent confirmer ce choix :
- création le 5 décembre 1956 du Comité des applications militaires de l'énergie atomique (CEMA) ;
- création le 18 mars 1957 du groupe mixte ministère de la Défense nationale/CEA des expérimentations nucléaires ;
- décision le 11 avril 1958 du président du Conseil, Félix Gaillard, de prendre les mesures nécessaires à l'exécution d'une première série d'explosions expérimentales à partir du 1er trimestre 1960 ;
- création le 22 juillet 1958 de la Direction des applications militaires (DAM) au sein du CEA.

Ces décisions en faveur de la construction d'une arme nucléaire posent la question de leur moyen de les envoyer chez l’ennemi (le vecteur).
Par ailleurs, les États-Unis sont alors préoccupés par la non-prolifération nucléaire en Europe,. Selon Yves Le Baut, ancien conseiller militaire au CEA puis directeur de la DAM, les États-Unis sont « sur le point de nous imposer [à la France, ndlr] une limitation de la libre disposition des matières nucléaires, donc de nous interdire la réalisation d'un armement nucléaire national ».

## Études et prototypes

### L'«avion de représailles» (1955-1958)
Le ministre de la Défense nationale et des Forces armées, Pierre Kœnig, tranche de façon ambiguë le 13 juillet 1955 le débat entre missile et bombardier stratégique. Il demande au secrétaire d'État à l’Armée de l’air de lancer des études sur un appareil supersonique apte à voler à basse altitude et dénommé pudiquement « avion de représailles ». Les études demandées le 4 février 1953 puis le 22 mars 1954 par le Service technique de l'aéronautique (STAé) aux industriels ne concernent qu'un intercepteur léger « de moins de 4 tonnes, capable de monter à 15 000 m en 4 minutes, de voler en palier à Mach 1,3 pour rattraper par l'arrière un hostile volant à Mach 1 et éloigné de plus de 25 km, de porter un missile de 200 kg, de revenir à sa base et d'attendre cinq minutes à l'atterrissage, avant de se poser à moins de 180 km/h ». Sont proposés plusieurs projets dotés du réacteur SNECMA Atar 9 :
- deux dérivés biréacteurs à aile en flèche et empennage bas initialement prévu pour Mach 1,3 du bombardier moyen biréacteur SNCASO SO-4050 Vautour II B (commandé à 60 exemplaires en 1955). Ce prototype sera connu sous le nom de SO-4060 « Super Vautour » ;
- les 2 prototypes d'intercepteurs légers monoréacteurs à aile delta SNCASE SE-212 Durandal et entrée d'air nasale ;
- les études d'intercepteurs légers monoréacteurs Générale aéronautique Marcel Dassault (GAMD) MD-550 Mirage 1 et Mirage III, à aile delta.

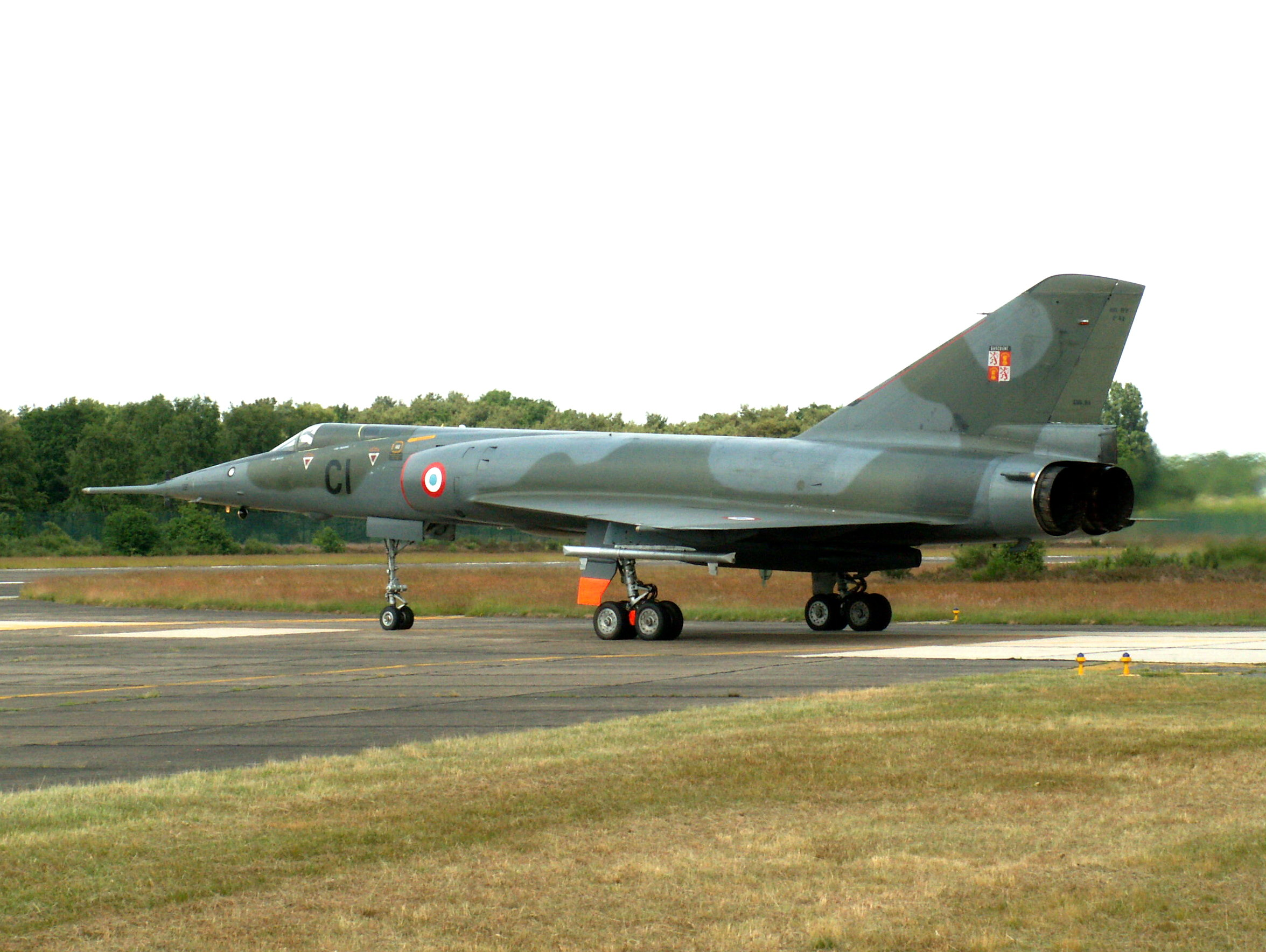
Mirage IVP en Belgique en 2005.

Le secret est de mise sur l’utilisation en bombardier stratégique nucléaire du futur intercepteur. Comme le raconte Jean Cabrière, ancien directeur général technique de la GAMD, « l'ingénieur en chef [de la STAé] Dorleac pose aux ingénieurs de GAMD des questions qui les laissent perplexes et qui tendent vers un avion avec toujours plus de pétrole pour plus de rayon d'action, donc plus gros et plus lourd au détriment des qualités d'agilité qui sont celles d'un bon chasseur. ». De « petites indiscrétions » et l'annonce par la STAé sous le gouvernement Guy Mollet à la mi-octobre 1956 que le chasseur lourd ne sera doté que d'une seule bombe d'une tonne, assez longue (5,5 m) et d'un diamètre de 65 cm font comprendre à la GAMD et la SNCASO que « les demandes des ingénieurs de l'État tendent à définir un avion de bombardement. »
La STAé précise les caractéristiques du bombardier, puis le 15 novembre 1956, informe la GAMD qu'elle est retenue face à la SNCASO à la fois pour l'intercepteur Mirage III-A et pour le bombardier lourd Mirage IV. Cependant, les essais du SO-4060 et du Mirage IV se poursuivirent durant deux années. Le 28 novembre 1956, l'étude du bombardier stratégique équipé de deux moteurs SNECMA Atar est décidée par le ministre de la Défense nationale et des Forces armées français, (Bourgès-Maunoury). L'industriel reçoit par courrier des spécifications encore vagues en matière de distance franchissable (de 2 000 à 4 000 km). Il est enjoint « devant les nombreux problèmes que poseront les vols nettement supersoniques de ce prototype (Mach supérieur à 2), d'en entreprendre l'étude sans attendre d'autres précisions sur l'armement », de 1 000 à 2 000 kg, dont le qualificatif de « nucléaire » n'est toujours pas précisé.
En mars 1957, le Mirage IV est approuvé par le STAé et le marché de fabrication du prototype est notifié en avril 1957, ce qui ne signifie pas que le choix définitif est fait en faveur de la formule du Mirage. En effet, le prototype SNCASO SO-4060 est en cours de construction à Courbevoie. Ce prototype ne vola pas par manque de temps et d'argent : « Les directives ministérielles demandent un choix pour la fin de 1958 et aucun des deux concurrents ne peut voler à cette date. Fin 1957, le ministre a demandé impérativement à la DTCA de réaliser des économies importantes en donnant la priorité au bombardier de représailles. Ces exigences budgétaires condamnent la version chasseur tout temps du 4060. »

### Le bombardier stratégique (1958)
La GAMD poursuit ses études visant à valider la possibilité de maintenir des vols supersoniques prolongés, à réduire la traînée et augmenter l'autonomie et, de façon plus qu'improbable, à effectuer une pénétration aller-retour à haute altitude.

#### Les projets
Plusieurs projets à aile delta biplaces en tandem sont proposés :
- le Mirage IV-A, d'une surface alaire de 43 m2, propulsé par des Snecma Atar ;
- le Mirage IV-B de 57 tonnes (dont 31 tonnes de carburant) d'une surface alaire de 130 m2 homothétique à celle d'un Mirage III, propulsé par des Pratt & Whitney JT-4 B24 de 13,6 tonnes de poussée (avec postcombustion) à produire sous licence par la Snecma[8], aptes à répondre aux demandes d'autonomie de 5 000 km sans ravitaillement en vol, étant donné que les performances estimées en supersonique sont meilleures que celles attendues du Mirage IV-01 (Mach 2+, plafond à Mach 1,8 supérieur à 18 000 m, performances de décollage et d'atterrissage permettant l'utilisation des pistes OTAN de 2 400 m en altitude et par temps chaud ;
- le Mirage IV-C, d'une surface alaire 70 m2, propulsé par des réacteurs provisoires SNECMA Atar 9B de 6 tonnes de poussée (avec post-combustion).

De son côté, la Marine nationale française s'intéresse à une version embarquée. La GAMD remet un avant-projet le 28 décembre 1956 suivi d'un projet en mars 1957 de Mirage IV-M monoplace, raccourci et avec ailes et dérive repliables. Ce projet destiné au porte-avions Verdun est abandonné fin 1958, le navire lui-même l'étant en 1961. De leur côté, les porte-avions de la classe Clemenceau, sont trop légers (22 000 tonnes Washington à l'origine) pour mettre en œuvre cet appareil de 16,5 t au catapultage.
En mai 1959, la fabrication en série envisagée est de 53 bombardiers, plus 27 de reconnaissance et de guerre électronique devant vraisemblablement escorter les premiers. Finalement, pour des raisons de coûts, seuls 50 bombardiers sont commandés en septembre 1960, suivis de 12 avions ajoutant à la capacité de bombardement celle de l'emport d'un pod de reconnaissance en juillet 1964.

#### Les prototypes
Le Mirage IV-01 de 32 t et d'un rayon d'action de 600 milles nautiques (1 100 km), bien que basé sur le Mirage IV-C, s'en différencie par l'adoption de deux réacteurs SNECMA Atar 9D de 15 % de poussée en plus, une cellule rallongée de 1,70 m (afin d'accroitre de 30 % la capacité du réservoir avant), une voilure augmentée de 8 m2 et une dérive modifiée afin d'y loger un parachute-frein. Le Mirage IV-01, ne comportant que des équipements d'essais en soute, effectue son 1er vol le 17 juin 1959 à Melun-Villaroche. Lors de son 3e vol, le 20 juin 1959, il est présenté en démonstration devant le président de la République française Charles de Gaulle au salon du Bourget. Moins de trois mois plus tard, le Mirage IV-B est définitivement abandonné. Le 19 septembre 1960, le Mirage IV-01 bat le record international de vitesse sur 1 000 km en circuit fermé (1 822 km/h) puis, lors de son 138e vol du 23 septembre 1960, il porte le record sur 500 km en circuit fermé à 1 972 km/h de moyenne en volant entre Mach 1.8 et Mach 2,0. Les trois autres prototypes sont commandés fin mars 1960.
Le Mirage IV-02, partiellement équipé, effectue son 1er vol le 12 octobre 1961.
Le Mirage IV-03, équipé du système de navigation et de bombardement (SNB) complet, effectue son vol inaugural le 1er juin 1962.
Le Mirage IV-04 doit « garantir la parfaite conformité de la série ». Son 1er vol a lieu le 23 janvier 1963. Est testée l'utilisation de 12 moteurs-fusées JATO fournissant 5 tonnes de poussée supplémentaire pour faciliter le décollage.
En 1961, le même bureau d'étude mène de front le développement des prototypes et de l'avion de série Mirage IV comme du Mirage III.

### La doctrine de la force de frappe sous laVeRépublique (1959-1967)
Le mot tabou « nucléaire » fut écrit par le président de la République française Charles de Gaulle, dont l'entrée en fonctions a lieu le 8 janvier 1959. Dès mars 1959, la priorité absolue aux composantes de la Force de frappe (renommée en Force de dissuasion nucléaire) est clairement affirmée et la date de 1964 pour sa mise en service exige le choix de solutions d'aboutissement à court terme. La première loi programme 1960-1964 prévoit donc la réalisation de la force Mirage IV (avec bombe AN-11 de 60 kt) dont les premières mises en service ont lieu en 1964. La deuxième loi de programme couvrant la période 1965-1970 prévoit d'achever la mise en place de la force Mirage IV équipée de la bombe A, ce qui fut fait en 1967.
La doctrine française de la dissuasion nucléaire immédiate et totale (massive retaliation) ou de « suffisance » en 3 points s'oppose à la doctrine américaine de dissuasion graduée (flexible response) :
- dès 1961, il est demandé à la future Force aérienne stratégique (FAS) d'être en mesure « d’infliger à l’URSS une réduction notable, c’est-à-dire environ 50 %, de sa fonction économique »[14] ;
- dans la foulée, la priorité donnée à la stratégie « anti-cités » est liée à l'idée de la dissuasion « du faible au fort », réputée être « la plus dissuasive et la moins coûteuse pour une puissance moyenne comme la France », se refuse à détruire les moyens nucléaires adverses, qui entraînerait une guerre nucléaire contre la France métropolitaine ;
- la FAS doit être capable d'exercer les dommages en toutes circonstances, y compris de rétorsion « en second » et ne nécessite pas pour elle de disposer de moyens d’alerte avancée, type AWACS, en particulier parce que l'adversaire majeur est clairement identifié[15].

### L'avion de reconnaissance stratégique
En 1964 est demandée une version du Mirage IV destinée à la reconnaissance stratégique. L'avion doit être équipé d'un conteneur CT-52 emportant les équipements nécessaires, remplaçant la bombe semi-encastrée sous le fuselage des avions destinés au bombardement. Le premier vol avec le CT-52 est réalisé par le Mirage IV no 61, en octobre 1968. Les essais en vols se déroulent d'octobre 1969 à avril 1970.
Après une série de modifications et de nouveaux essais entre octobre 1970 et septembre 1971, le couple Mirage IV / CT-52 est officiellement mis en service fin 1971. Initialement, seuls les 12 derniers Mirage IV pouvaient recevoir le CT-52. Progressivement, les 50 autres avions seront modifiés pour être capables eux aussi d'emporter ce conteneur.

### Contacts à l'exportation
En 1962, à la suite de l'abandon par les États-Unis du missile balistique aéroporté AGM-48 Skybolt qui devait équiper les bombardiers stratégiques transsoniques à long rayon d'action britanniques Avro Vulcan puis, le 6 avril 1965, du bombardier stratégique BAC TSR-2, la Royal Air Force envoie des pilotes essayer le Mirage IV, déjà en service.
Est alors envisagée la livraison ou la production sous licence de quatre-vingt Mirage IV à l'horizon 1968, rallongés de 61 cm, équipés de réacteurs Rolls-Royce Spey 25R plus puissants (93,4 kN de poussée chacun) et conservant l'avionique du BAC TSR-2. Pour des raisons politiques, le Royaume-Uni renonce au Mirage IV pour lui préférer le bombardier stratégique américain à géométrie variable General Dynamics F-111 en faveur duquel le Premier ministre Harold Wilson s'est secrètement engagé. Pour des raisons de coût, la Royal Air Force se contenta finalement de l'avion d'attaque Blackburn Buccaneer et ne posséda plus de bombardier stratégique nucléaire à partir de 1970.
La Royal Australian Air Force et l'armée de l'Air israélienne auraient manifesté un temps un intérêt pour le Mirage IV. L'Australie, qui avait acquis des Mirage III, achète finalement des F-111.

## Version opérationnelle
Le premier avion de série décolle en décembre 1963.

### Cellule

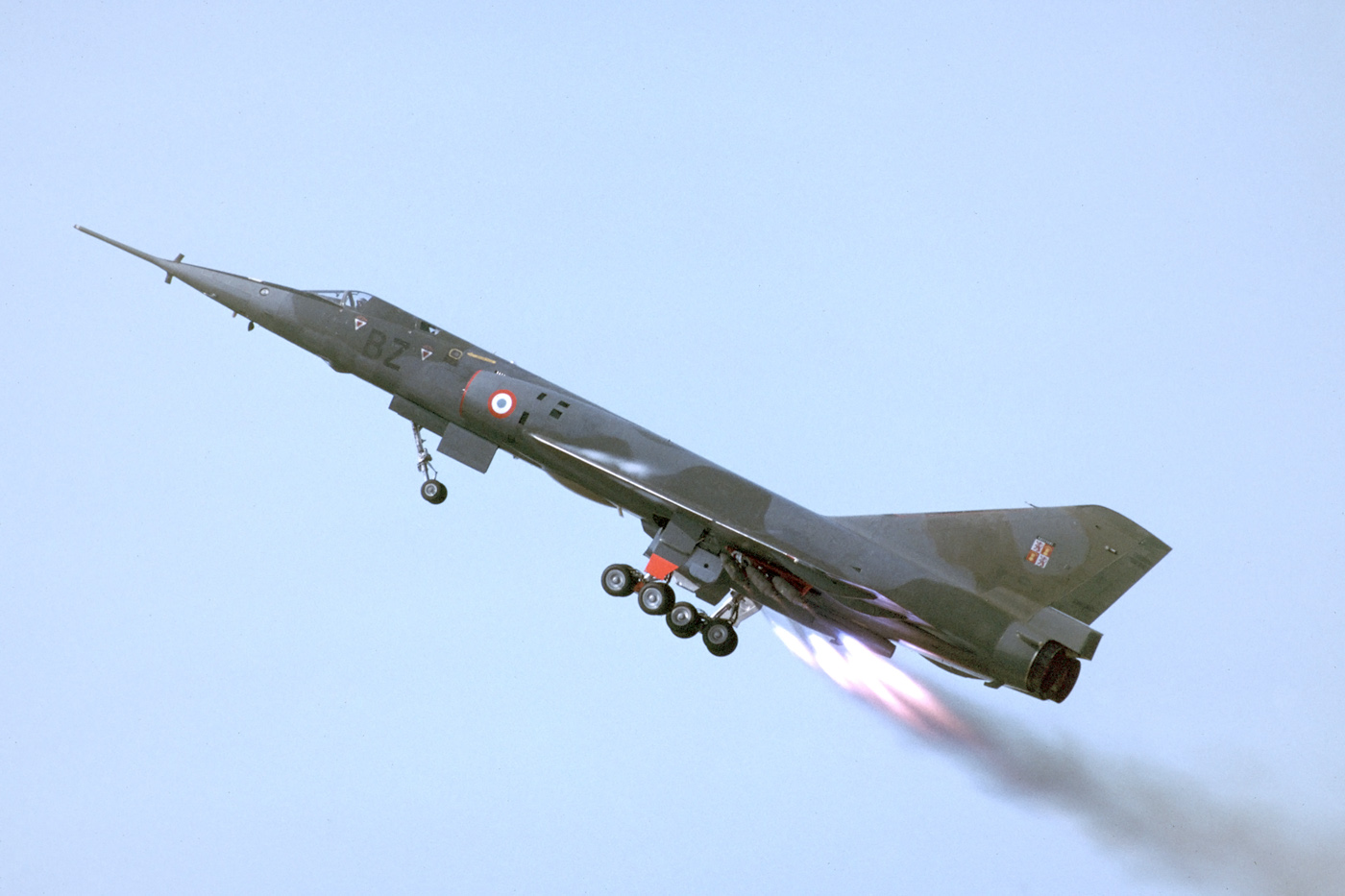
Un Dassault Mirage IVP décollant avec 12 JATO en 1997.

Le Mirage IV possède une aile delta très fine de 3,5 % d'épaisseur relative moyenne en position basse et accusant une flèche de 60° au bord d'attaque. Le Mirage IV ressemble à un Mirage III à l'échelle 2 et emporte trois fois plus de combustible. L'empennage vertical tronqué est une exception sur un appareil GAMD et a été décidé par Marcel Dassault après des « discussions parfois orageuses » avec l'ONERA, à la suite de calculs informatiques effectués « grâce à la société IBM qui a installé depuis peu, place Vendôme, un nouvel ordinateur, le plus puissant existant à l'époque, et cette société va nous autoriser à l'utiliser, mais la nuit seulement. »,,. Un 3e réservoir d'environ 500 litres est logé dans ce fameux empennage dont la grande dimension est nécessitée par le profil très long et très effilé du nez (incorporant la perche fixe de ravitaillement en vol probe and drogue (en)) qui perturbe la stabilité à Mach élevé. Au choix du pilote, des transferts de carburant peuvent s'effectuer entre les réservoirs avant et arrière (de 9 000 litres) dans les nourrices centrales afin, à vitesse de croisière supersonique, de faire reculer le centrage de l'avion et réduire ainsi sa traînée (qui augmente sa consommation et réduit son autonomie) et inversement, de l'arrière vers l'avant, à vitesse subsonique. Les alliages en aluminium qui composent la structure de l'appareil permettent l'adoption de réservoirs de carburant structuraux. Les entrées d'air des réacteurs SNECMA Atar 9K de 65 kN de poussée, renforcées en acier et titane possèdent des demi-cônes mobiles portant le surnom de « souris » qui doivent soutenir une température maximale de 120 °C. Le Mirage IV est doté d'élevons et d'aérofreins, en plus d'un parachute de freinage. Si les servocommandes renforcées de titane sont hydrauliques, elles reçoivent des commandes de vol électriques, qui deviendront une spécialité de Dassault Aviation.

### Cockpit
L'avion est biplace, les études du Système de navigation et de bombardement (SNB) ayant exigé la présence d'un navigateur.
Le pilote est chargé du pilotage de l'avion ; il est assis bien en avant des entrées d'air des réacteurs, dans un habitacle équipé de l'air climatisé et protégé des effets de l'échauffement cinétique. L'absence de viseur tête haute à glace frontale (Head-up Display) permet un dessin de pare-brise en V, plus résistant. Le pilote dispose notamment sur sa planche de bord d'un horizon artificiel directeur de vol et d'un autre de secours, d'un indicateur d'incidence, d'un radioaltimètre et d'un de secours, d'un accéléromètre, d'un tachymètre et d'un machmètre de secours, d'un débitmètre, d'un indicateur de contre-mesures, d'un radiocompas de secours.
Placé dans un habitacle comportant deux petits hublots latéraux, le navigateur, avec l'aide de l'ensemble des équipements qui compose le SNB, assure la conduite générale et précise de l'avion grâce à ses moyens de navigation totalement autonomes et assure la visée du bombardement. Il est aussi chargé de la manipulation et de la surveillance de systèmes, dont le radar cartographique Thomson-CSF placé sous le ventre de l'appareil. Le navigateur dispose notamment sur sa planche de bord d'un détecteur d'alerte radar Thomson-CSF type BF, d'un appareil de visée du même radar, d'un indicateur de visualisation de contre-mesures, d'un horizon artificiel de secours, d'un radioaltimètre, d'un anémomètre, d'un boîtier de décodage à la suite de l'actionnement du fameux « bouton rouge » (en fait, une double clé) par le président de la République française. Le navigateur dispose d'un hyposcope (désigné DOA, pour Dispositif Optique Asservi) dont l'optique est située sous le plancher du poste de pilotage, lui permettant ainsi d'observer vers l'avant et vers le bas.
Pilote et Navigateur sont sanglés sur des sièges éjectables Martin-Baker Mk4.

### Système d'arme
Le Système de navigation et de bombardement (SNB) est géré par un calculateur central analogique, relié à l'ensemble des autres sous-équipements du SNB (calculateur de route, radar doppler, centrale anémobarométrique, centrale gyroscopique) et constitue le plus puissant système installé à l'époque dans un avion de combat européen. Il est le précurseur des bus informatiques actuels. Il regroupe 25 blocs électromécaniques d'asservissement, plus de 200 machines tournantes (moteur, synchroniseurs, resolvers, potentiomètres) et 120 amplificateurs ou circuits électroniques. Le SNB permet, d'une part, la navigation en pilote automatique du point de départ du Mirage IV au voisinage immédiat de points précis (rendez-vous de ravitaillement en vol, point de largage), d'autre part, le largage de la bombe, qu'il décide automatiquement.

#### Capteurs d'information
Ils comprennent un radar Doppler Marconi fournissant la vitesse sol et, principalement, un radar panoramique ventral à antenne plate (CSF) fournissant le recalage précis par tous temps. Le SNB comprend en outre deux centrales directionnelles à deux gyroscopes Sperry Gyroscope, une centrale aérodynamique Kelvin Hugues/Jaeger fusionnant les données d'anémométrie et d'altimétrie.
Le radar ventral est remplacé en 1986 par un radar Doppler à impulsions tous temps Thomson-CSF ARCANA (Appareil de Recalage et de CArtographie pour NAvigation aveugle), dérivé de l'Iguane et du VARAN montés dans les avions de patrouille et de surveillance maritimes Atlantique 2 et Gardian.

#### Système de contre-mesures
Le système de contre-mesures comprenant trois détecteurs-brouilleurs : Agacette pour contrer les radars des avions d'interception dans une gamme de fréquences comprises entre 8 et 10 GHz, deux autres (l'un monté dans une nacelle CT51, l'autre en bouts d'ailes) contre les missiles surface-air soviétiques. Ces systèmes seront remplacés par le système Thomson-CSF SERVAL en 1983 lors de la transformation en Mirage IVP.
Des emplacements sont réservés pour des lance-leurres Alkan F1A en soute arrière, tirant des cartouches électromagnétiques ou infrarouges de 40 mm. Le pod Philips-Matra Phimat peut être monté sur les pylônes extérieurs de voilure. Ces systèmes seront remplacés par le pod Thales BARAX-NG et un pod lance leurres Thomson-CSF/Bofors BOZ 103 contenant des paquets de paillettes électromagnétiques et 18 cartouches infrarouges de 50 mm en 1983.
À la même époque, le Mirage IVP est doté de la nacelle Thomson-CSF Barracuda réalisant à la fois la réception des menaces radar et les actions de brouillage sous contrôle d'un logiciel modulaire permettant sa programmation.

#### Nacelle de reconnaissance CT-52

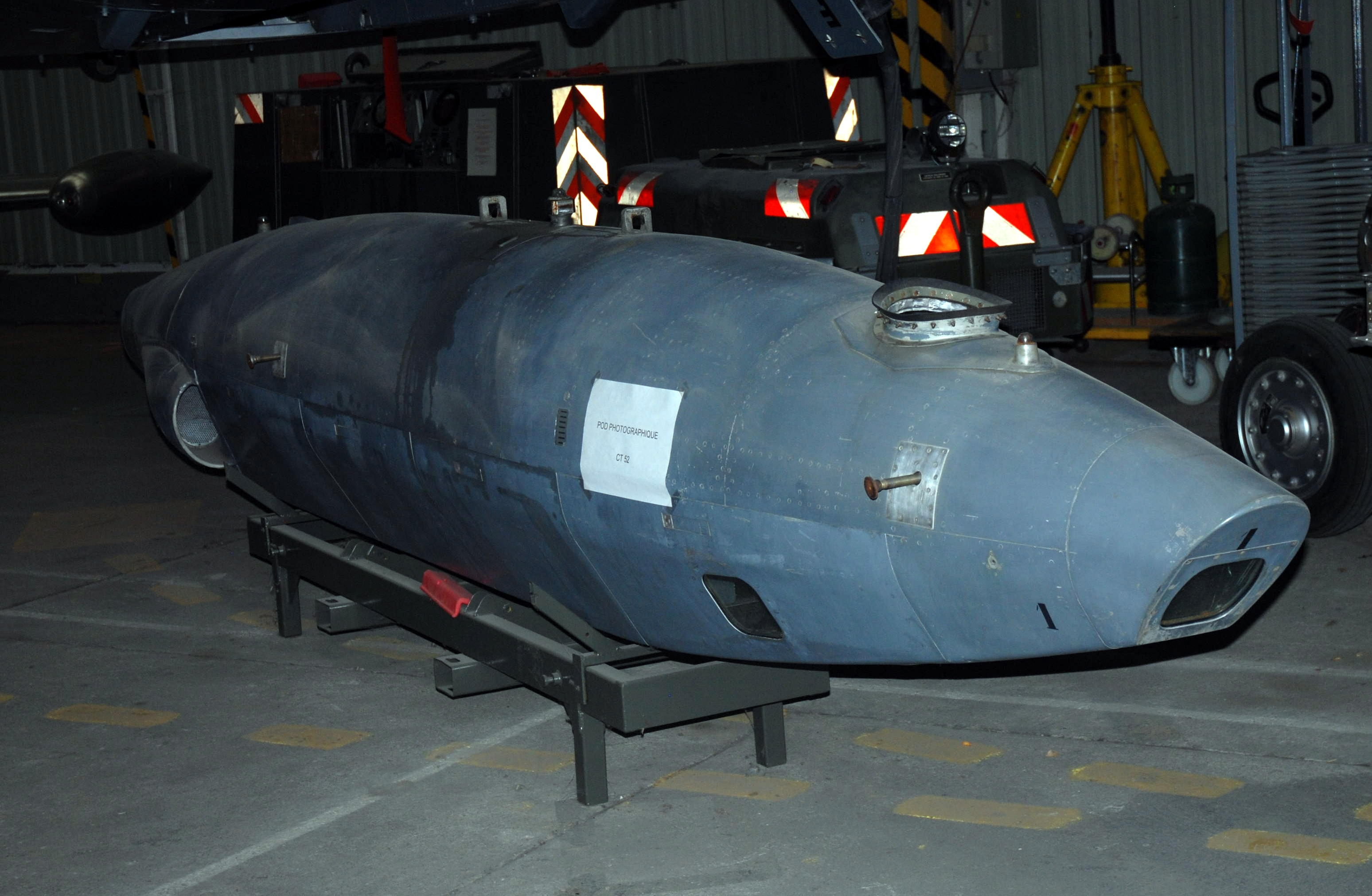
Pod de reconnaissance CT-52.

Un pod de reconnaissance CT52 mesure 5,88 m de long et 0,78 m de large pour une masse équipée de 820 kg. Il est divisé en trois compartiments distincts.
Le premier, à l'avant, loge quatre  caméras Omera 35 utilisables à basse altitude (45 à 1 500 m) :
- une caméra nasale de 150 mm de focale photographiant vers l’avant selon un angle de 42° ;
- une caméra verticale de 75 mm et deux caméras obliques (gauche et droite) de 150 mm couvrant ensemble un angle de 152°.

Le second compartiment, au centre, loge quatre caméras utilisables à haute altitude à vitesse subsonique ou supersonique (1 500 à 17 000 m) :
- une caméra cartographique Wild RC-8F verticale de 152 mm de focale photographiant en 74° ;
- trois Omera 36 verticales et obliques de 600 mm photographiant entre 29° et 50° ;

Les trois Omera 36 peuvent être remplacées par un ensemble thermographique infrarouge SAT Super Cyclope (jour/nuit).
Le compartiment arrière contient les systèmes d'air climatisé garantissant une température constante à toutes les altitudes.
Le CT-52 permet de couvrir une largeur égale à huit fois celle de l’altitude de l’avion. Les photographies argentiques sont en noir et blanc, les émulsions couleurs sont rarement employées.

## Les Forces aériennes stratégiques (FAS) (1964-)

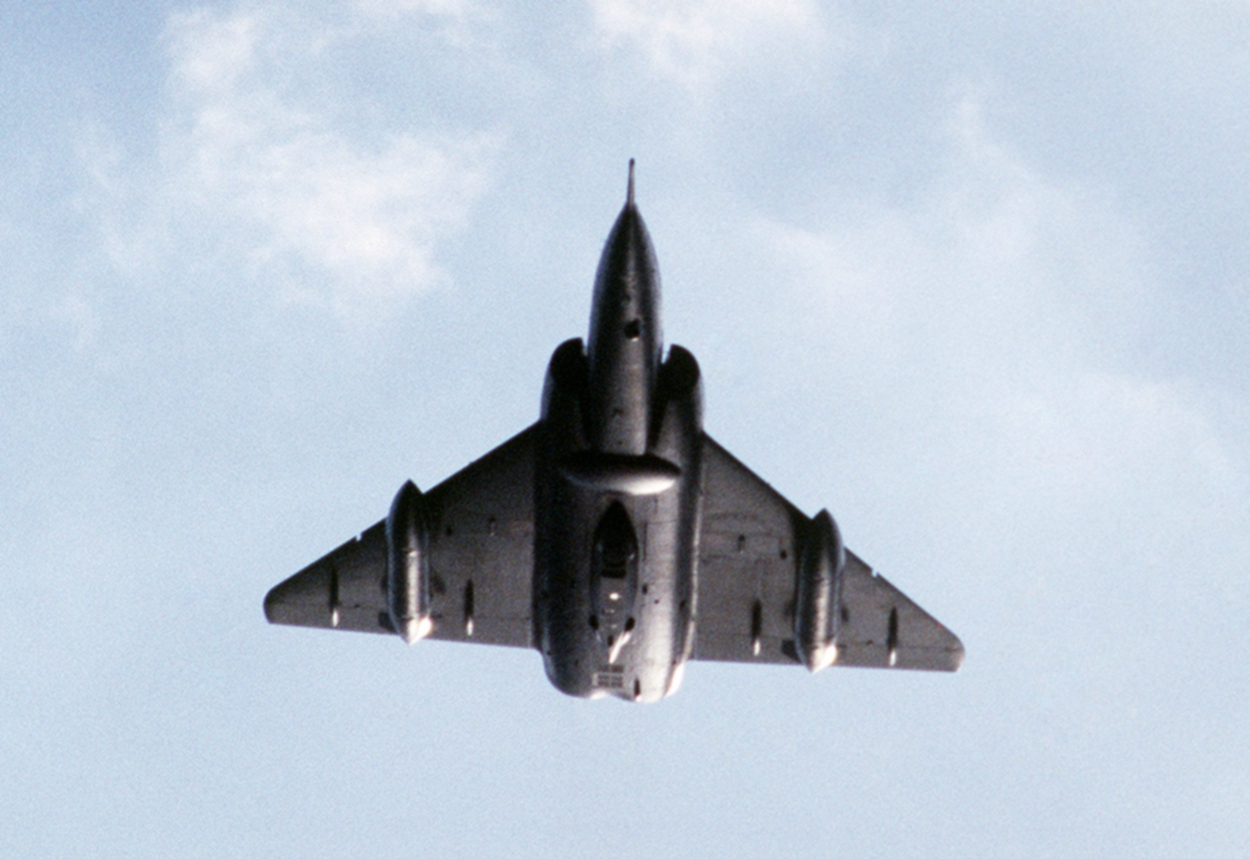
Un Mirage IV A de l'escadron de bombardement EB 1/91 "Gascogne" (immatriculation 31-BD) basé a la base aérienne 118 Mont-de-Marsan en décembre 1986.

Dès janvier 1964, la politique de défense nationale française, privilégiant désormais la dissuasion nucléaire, entraîne la réorganisation complète de l’Armée de l'Air créant quatre régions aériennes et sept grands commandements spécialisés, dont le commandement de la Force aérienne stratégique (ou des Forces aériennes stratégiques) (CoFAS). Le Mirage IV et l'avion ravitailleur Boeing C-135F sont les binômes de la FAS. Les 62 exemplaires du Mirage IV sont livrés de février 1964 à mars 1968 et les 12 exemplaires du C-135F no 38470 à no 38475 et no 38735 à no 38740 de février 1964 à juillet 1965.
Le 7 mars 1966, le président de la République Charles de Gaulle, partisan d'une réforme doctrinale de l'OTAN, annonce au président des États-Unis Lyndon Johnson le retrait de la France du Commandement intégré de l'organisation.
La force de frappe française est vu par Nikita Khrouchtchev comme n'ayant aucune chance de traverser les défenses aériennes soviétiques.

### Profils de vol (1964-1966) et implantations (1964-2005)
La mission du Mirage IV consiste à délivrer de façon aussi discrète que possible une bombe nucléaire « sur un but déterminé par ses seules coordonnées géographiques », avec une erreur circulaire probable (ECP) à 90 % garantie (CEP90), quelle que soit la distance parcourue depuis le départ. La mission est initialement conçue comme un vol supersonique à haute altitude (Mach 1,7 à 18 000 m). À partir de 1966, elle évolue pour un profil de vol très basse altitude à une vitesse de 1 100 km/h.
Les cibles étaient les sites stratégiques de la partie européenne de l'URSS, la Sibérie étant trop lointaine pour être accessible. Les défenses soviétiques reposaient à l'époque sur les missiles sol-air SA-2 et les chasseurs Su-9, Su-15, MiG-19 et MiG-21 dont les performances (vitesses et plafond de vol) n'auraient pas pu faire obstacle aux Mirage IV qui volaient bien trop haut et bien trop vite[réf. nécessaire] ou très bas à très grande vitesse.
Plusieurs plans de frappe avaient été établis (allant jusqu'à 7 000 km et 8 heures de vol):
- Axe nord : les Mirage IV décollaient des neuf bases aériennes nucléaires de métropole, survolaient la mer Baltique puis attaquaient Leningrad, Moscou ou Mourmansk.
- Axe sud : les Mirage IV décollaient des neuf bases aériennes nucléaires de métropole, survolaient la mer Méditerranée puis le détroit du Bosphore pour attaquer la partie ukrainienne de l'URSS (Odessa ou Sébastopol).
- Axe central : passage à travers l'Europe centrale pour attaquer une cible située dans le bloc de l'Est hors URSS[27]. Cette route fut vite écartée car elle impliquait de traverser les défenses sol-air et de survoler les nombreuses bases de chasseurs établies dans les pays du pacte de Varsovie.

Toutes ces missions impliquaient plusieurs ravitaillements en vol. Les différentes routes comportaient donc toutes des points de passage et de rendez-vous où devaient se prédisposer des avions-ravitailleurs Boeing C-135F, qui servaient aussi de relais de communication transmettant l'ordre présidentiel. Une fois la frappe nucléaire effectuée, les Mirage IV auraient épuisé toute leur capacité en carburant et n'auraient eu aucun moyen de revenir vers leur base[réf. nécessaire]. Les équipages partaient donc pour une mission sans retour, avec abandon de l'appareil après le tir par éjection[réf. nécessaire] en mer, au-dessus d'un pays neutre (Suède) ou allié (Turquie) au mieux, ou au pire : en territoire ennemi.
En 1968, au plus fort de la dotation, 62 Mirage IV (dont neuf en alerte opérationnelle et pouvant être engagés dans les cinq minutes et le reste dans l'heure,) forment l'ossature de trois escadres de bombardement (les 91e, 93e et 94e Escadre de bombardement) représentant neuf escadrons de bombardement (EB) et un d'entraînement :
- l'EB 1/91 « Gascogne » créé le 1er octobre 1964 sur la BA 118 à Mont-de-Marsan ;
- l'EB 2/94 « Marne » le 24 février 1965 sur la BA 113 à Saint-Dizier ;
- l'EB 2/91 « Bretagne » le 1er avril 1965[29], sur la BA 120 à Cazaux ;
- l'EB 3/91 « Beauvaisis » le 1er juin 1965[30] sur la BA 110 à Creil ;
- l'EB 3/93 « Sambre » le 6 juillet 1965[30] sur la BA 103 à Cambrai ;
- l'EB 2/93 « Cévennes » le 31 juillet 1965[31],[32] sur la BA 115 à Orange ;
- l'EB 1/93 « Guyenne » le 15 octobre 1965[33] sur la BA 125 à Istres ;
- l'EB 1/94 « Bourbonnais » le 1er mars 1966[30] sur la BA 702 à Avord ;
- l'EB 3/94 « Arbois » le 1er juin 1966[32] sur la BA 116 à Luxeuil ;
- le Centre d'instruction des Forces aériennes stratégiques (CIFAS) no 328 créé le 25 mai 1964 sur la BA 106 à Bordeaux.

S'y adjoignent douze avions ravitailleurs Boeing C-135F (dont trois en alerte opérationnelle), dispersés en trois escadrons (ERV) :
- l'ERV 4/91 « Landes » créé le 1er janvier 1964 sur la BA 118 à Mont-de-Marsan ;
- l'ERV 4/93 « Aunis » le 13 juillet 1965[34] sur la BA 125 à Istres ;
- l'ERV 4/94 « Sologne » le 15 avril 1966 sur la BA 702 à Avord.

Enfin, s'y rajoutent :

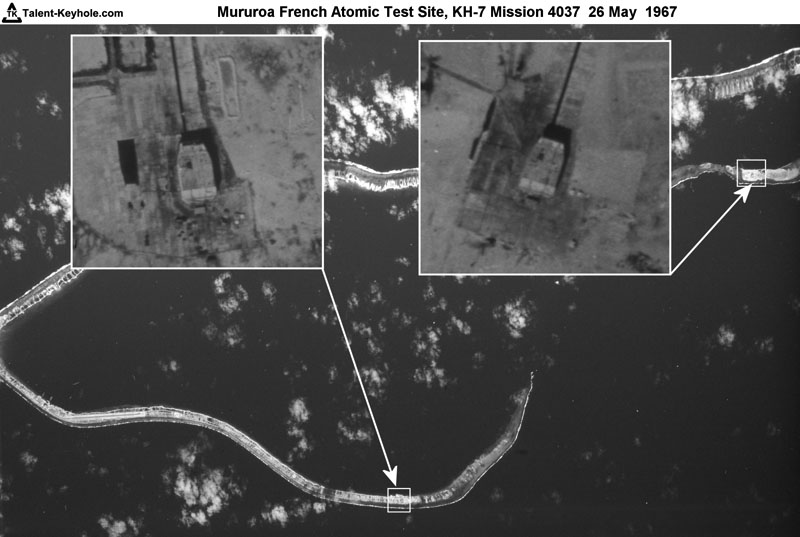
Vue de l'atoll de Mururoa par un satellite de reconnaissance américain KH-7 (26 mai 1967).

- le QG de la FAS sur la BA 921 sous la forêt de Montmorency[35] ;
- la BA 200, créée en avril 1967 sous le plateau d'Albion[36].

Ne dépendant pas de la FAS, plusieurs installations ont été utilisées par celle-ci :
- le Centre d'expérimentation du Pacifique (CEP) en Polynésie française, créé 1er juillet 1963, comprenant :
  - un QG à Papeete,
  - la BA 185 avancée à Hao (460 km au nord-ouest de Moruroa), créée le 1er juillet 1966[37],
  - le polygone de tir de Moruroa,
  - le polygone de tir de Fangataufa.

Le DC-8 Sarigue de guerre électronique SIGINT, quoique dépendant du Centre d'essais en vol (CEV) de la BA 110 à Creil, a servi au profit de la FAS afin de connaitre depuis l'espace aérien international l'état des défenses aériennes soviétiques et ainsi préparer au mieux les missions des Mirage IV. Il est basé à l'EE 51 « Aubrac » de la BA 105 à Évreux. Au moins deux C-160G Gabriel SIGINT ont également rempli des missions pour la FAS. Ils sont basés à l'EE 11/54 « Dunkerque » de la BA 128 à Metz.

### La force Alfa, le retrait de l'OTAN et l'opération Tamouré (1965-1966)

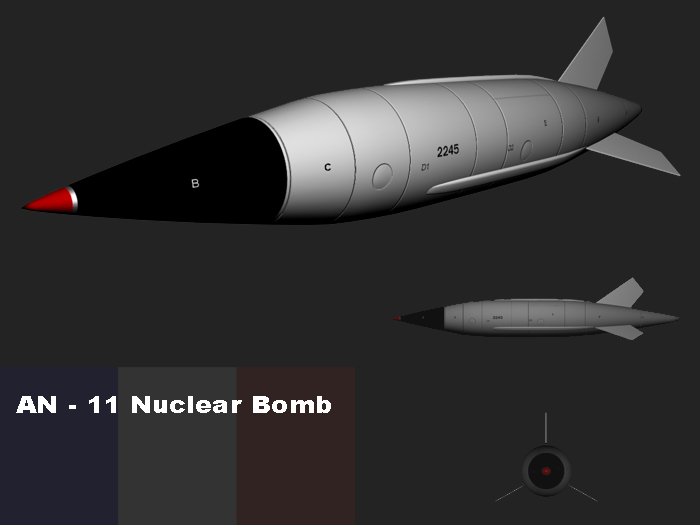
Vue d'artiste de la bombe AN-11.

À l'été 1965, la Marine nationale française crée le Groupe aéronaval du Pacifique (dit groupe Alfa puis force Alfa) comprenant sept bâtiments dont le Foch qui appareillent le 23 mars 1966 de Toulon et abordent la Polynésie française le 22 mai 1966 afin de superviser les essais atmosphériques no 18 Aldébaran, no 19 Tamouré, no 20 Ganymède et no 21 Bételgeuse.
Durant la traversée, la France quitte le commandement intégré de l'OTAN pour les raisons déjà précisées.

#### Opération Tamouré (10 mai - 28 juillet 1966)
L'objectif de Tamouré est le convoyage au départ de la BA 118 de Mont-de-Marsan (France métropolitaine) d'un Mirage IV de l'EB-1/91 « Gascogne » et de deux ravitailleurs en vol Boeing C-135F no 736 et no 470 de l'ERV 4/91 « Landes » pour effectuer un tir réel de l'AN-21 de 60 kt (dérivée de l'AN-11) au Centre d'expérimentation du Pacifique.
Le 10 mai 1966 à 9 h GMT, le Mirage IV no 36 s'envole pour la 1re traversée transatlantique de 7h40 d'un avion de combat français à destination de l'Otis Air Force Base, à Falmouth (États-Unis). Après trois escales, le Mirage IV est endommagé lors de son atterrissage en heurtant une pelleteuse sur la piste de 3 380 m de la BA 185 à Hao (Polynésie française). Son renvoi en France métropolitaine par mer est décidé tandis que le Mirage IV no 9 le remplace au pied levé.
Le 12 juin 1966, la Marine nationale française repère dans la zone d'exclusion le bâtiment de recherches scientifiques américain USS Belmont puis, le 1er juillet 1966, un sous-marin de nationalité inconnue et un avion ravitailleur (vraisemblablement d'observation et de recueil de prélèvements atomiques) KC-135 de l'US Air Force no 9164. Le 9 juillet 1966, le navire de contrôle de missiles et d'engins spatiaux USS Richfield viole à son tour la zone d'exclusion. Le 12 juillet 1966, le même KC-135 de l'US Air Force est à nouveau repéré à la veille du tir, qui sera reporté pour raisons météorologiques à quatre reprises. Le 18 juillet 1966, des conditions favorables relevées jusqu’à 5 000 km du champ de tir par les stations météorologiques et par les C-135F entraînent la mise en alerte du Mirage IV le 19 juillet 1966 à 4 h locales. À 5 h 05, il largue sa bombe AN-11 no 2070 à chute libre au large de Mururoa. Le KC-135 de l'USAF et le USS Richfield de l'US Navy sont aperçus une heure après le tir. Dès la formation du nuage atomique, quelques-uns des 10 SO-4050 Vautour N et B de l’escadron de marche 85 « Loire », débarqués à la BA 185 à Hao le 16 mai 1966, effectuent les prélèvements des retombées par tir de missile air-air ou, plus dangereusement, par la traversée du champignon atomique. La plupart, après leur retrait du service, seront coulés par le fond,.
Le 25 juillet, le détachement des FAS en Polynésie décollait de Hao, l’itinéraire retour, identique au trajet aller, fut parcouru de façon aussi satisfaisante. Le 28 juillet, Mirage IV et C-135 F atterrissaient de nuit à Mont-de-Marsan, L’opération « Tamouré » était terminée.
Cela fut le seul exercice réel de tir atomique ayant sollicité le Mirage IV.

### Les profils de mission changent (1966)

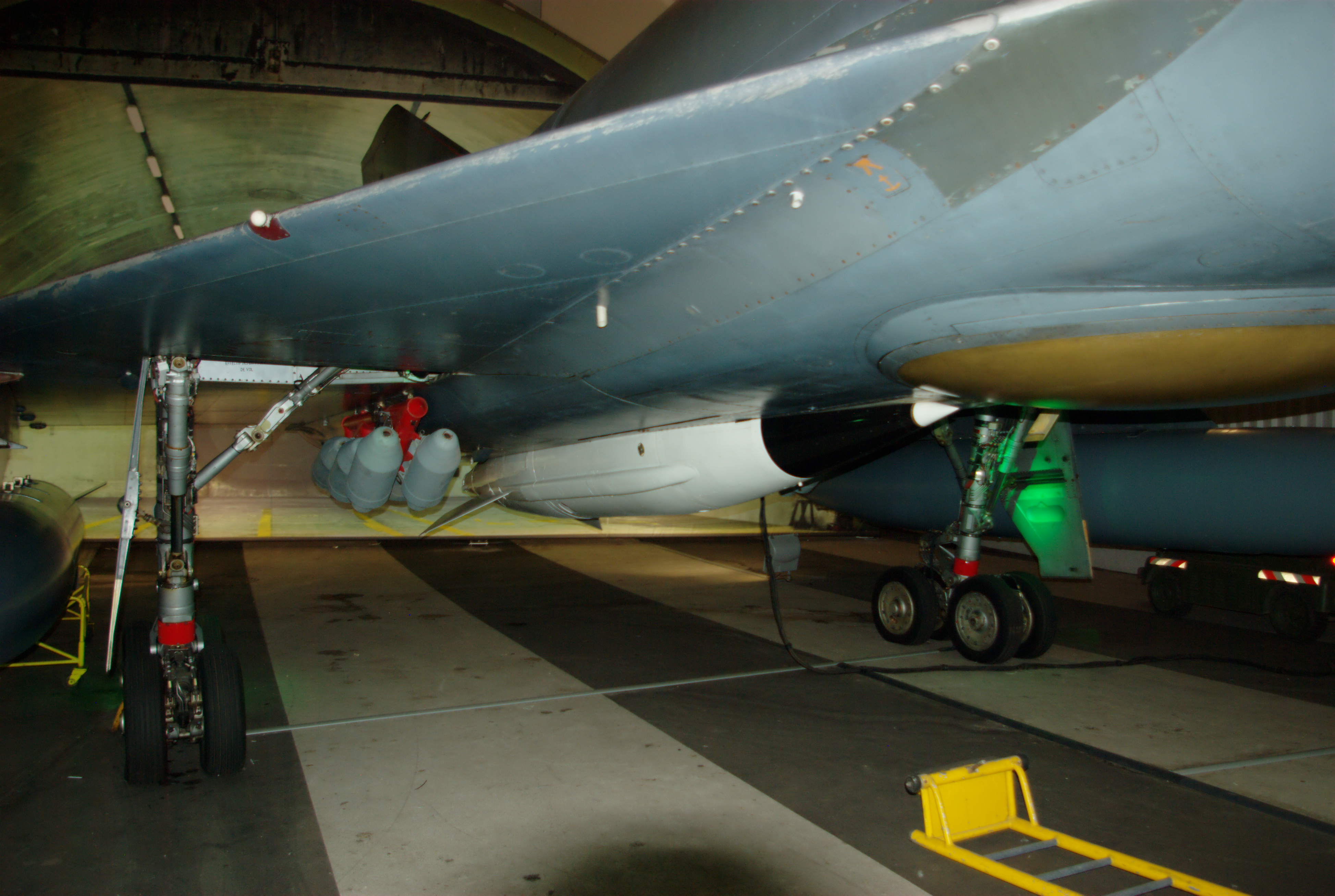
Un Mirage IV avec la bombe AN-22.

En 1966, l'Armée de l'Air et L'US Air Force s'aperçoivent que les missions à haute vitesse et haute altitude telles que prévues pour les Mirage IV et les B-58 Hustler deviennent de plus en plus risquées en raison de la mise en service par l'URSS et le Pacte de Varsovie des missiles sol-air (SAM) Mach 3,5 et de 40 km de portée SA-2 Guideline, SA-3 Goa et SA-6 Gainful. Alors que de nouvelles composantes de la « triade » stratégique française se mettent en place (les missiles balistiques du plateau d'Albion et ceux tirés de SNLE de la Force océanique stratégique), une évolution des profils de mission changent pour permettre la pénétration à très basse altitude (jusqu'à moins de 200 mètres du sol à 800 km/h) et le largage de la bombe AN-22 de 70 kt avec parachute en manœuvre tactique Low Angle Drogue Delivery (LADD).
Pour ce faire, les structures de l'avion sont renforcées, le SNB et les équipements sont améliorés. Enfin, les appareils perdent leur livrée aluminium à dérive tricolore et reçoivent un camouflage gris/vert type Centre-Europe à partir de 1975. Pour des raisons techniques et financières, l'US Air Force ne pourra pas adapter ses B-58 Hustler, qui seront retirés du service après seulement 8 ans de service alors que les Mirage IV resteront opérationnels durant 41 ans (dont 32 comme bombardiers) et participeront encore à plusieurs conflits dont la guerre d'Irak en 2003.

### La transformation en Mirage IV P (1981-1986)

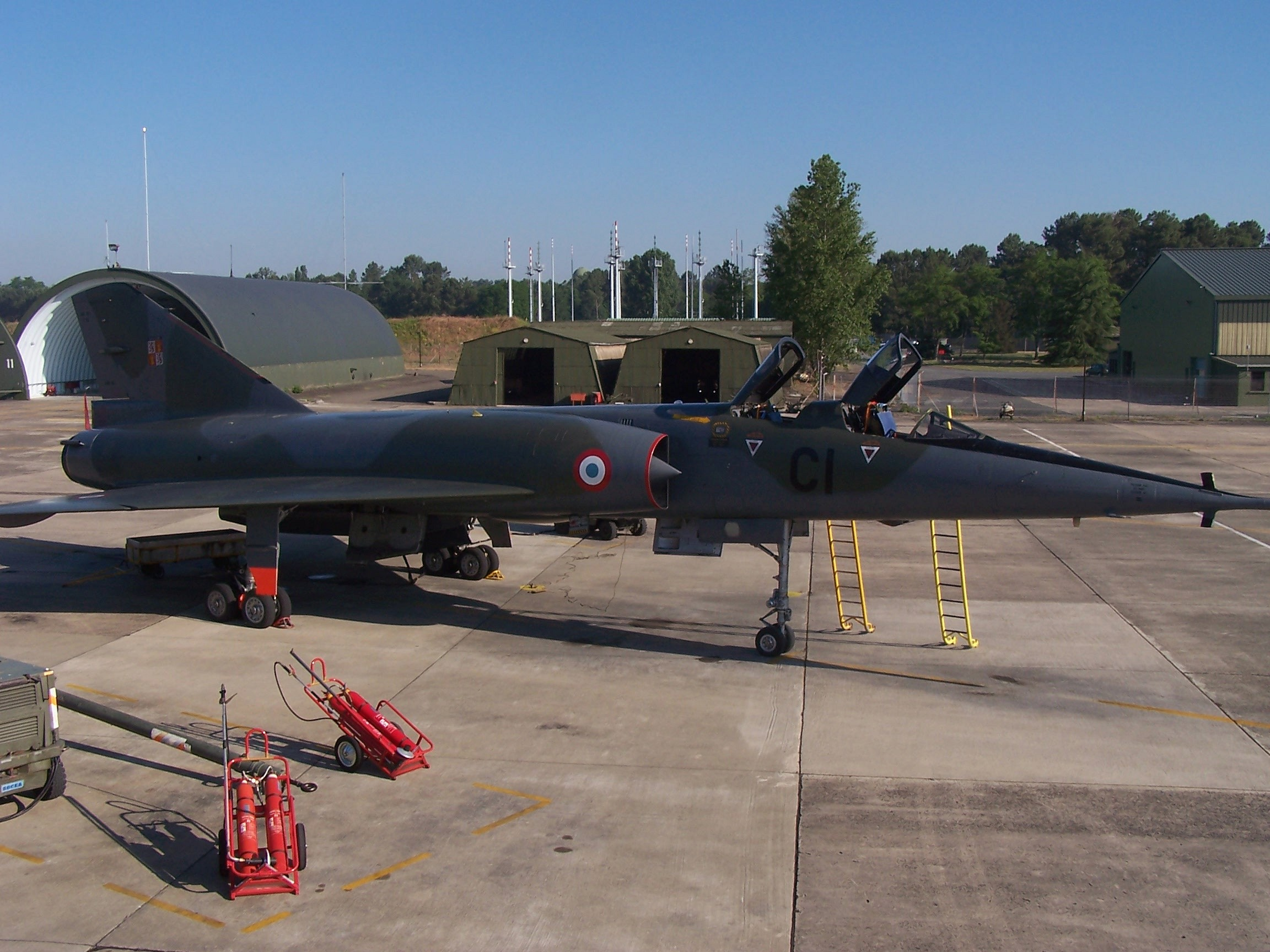
Un Mirage IV P de l'escadron de bombardement 1/91 Gascogne sur le tarmac. Le Mirage IV n°62 Codé CI est pris en compte par l'Armée de l'Air en janvier 1968, il est le dernier Mirage IV construit.

Le retrait du Mirage IV, prévu en 1976 est repoussé à 1985. Alors que les Mirage IV de reconnaissance dotés du pod CT52 auraient dû être les seuls à rester en service, en octobre 1979 le ministère de la Défense français prend la décision de transformer 15 Mirage IVA en Mirage IV 'N' (pour Nucléaire) capables d'emporter le missile Aérospatiale ASMP, destiné à remplacer l'AN-22, et dont le contrat de développement est signé en avril 1978. Ce missile pré-stratégique est en fait un missile de croisière Mach 3, propulsé par un statoréacteur à kérosène.
Finalement, 18 avions sont modifiés et désignés alors Mirage IV P (pour Pénétration). Le prototype Mirage IV-04 est utilisé pour les essais statiques de l'ASMP. En 1981, les Mirage IV no 8 et no 28 mènent les premiers tirs d'une maquette de l'ASMP. Les lancements véritables commencèrent en juin 1983 pour s'achever à la mi-1985. Le Mirage IV P est opérationnel à partir de mai 1986, le dernier avion étant livré en 1987. Trois, en moyenne,  des dix-huit appareils sont en maintenance.
En 1988, la mission de bombardement nucléaire est confiée au nouveau Mirage 2000N. Le 31 juillet 1996, les seize Mirage IV P restants abandonnent leur mission nucléaire. Seuls huit (puis sept, six, puis cinq en septembre 2003) Mirage IV P « dénucléarisés » sont conservés pour des missions de reconnaissance à longue distance dans l'Escadron de reconnaissance stratégique ERS 1/91 « Gascogne » tandis que le reliquat finit sa carrière à l’entrepôt de la BA 279 de Châteaudun.

### Les missions de reconnaissance (1974-2005)

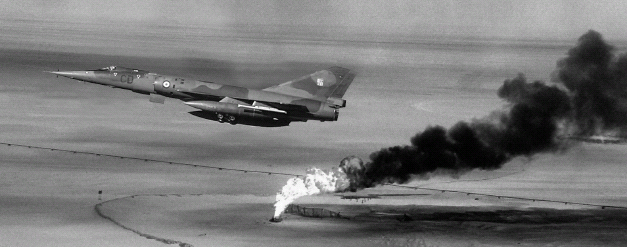
Mirage IVP de l'escadron de bombardement 1/91 Gascogne en mission de reconnaissance au-dessus d'un champ pétrolier en flammes en 1991 à la suite de la guerre du Golfe.

#### Le Tchad (1974-1986)
La première mission de reconnaissance à longue distance eut lieu en septembre 1974 : à la suite de l'enlèvement de Françoise Claustre, les Mirage IV effectuèrent plusieurs vols au-dessus du Tchad, depuis la base aérienne 125 Istres-Le Tubé. Ces missions duraient environ 8 heures et nécessitaient cinq ravitailleurs C-135F en soutien.
D'autres missions en Afrique furent réalisées, toujours liées aux événements au Tchad, notamment en mai 1978 et fin 1984. La plus longue d'entre elles eut lieu en février 1986, afin de vérifier les dégâts occasionnés par les Jaguar français lors de l'attaque des installations libyennes d'Ouadi-Doum : menée à partir de la base aérienne 106 Bordeaux-Mérignac, elle dura 11 heures et nécessita 12 ravitaillements en vols.

#### Opération Deliberate Force (29 août - 14 septembre 1995)
Un nombre inconnu de Mirage IV de la BA 118 participe avec quelques Mirage 2000D à l'opération Deliberate Force de l'OTAN/ONU en Bosnie, visant à sécuriser les éléments de la FORPRONU dans leurs « zones neutres » par la destruction de l'artillerie, des postes de commandement, des installations militaires et des moyens de communication de la Bosnian Serb Army (BSA).

#### Opération Condor (juin 1996 - décembre 1998)
Un nombre inconnu de Mirage IVP est détaché à Djibouti dans le cadre de l'opération Condor de l'ONU, confiée à la France, visant à superviser les opérations de médiation et de surveillance d'un cessez-le-feu entre le Yémen et l'Érythrée dans le conflit qui les oppose à propos des îles Hanish.

#### Opération Aladin (juin - juillet 1998)
Deux Mirage IVP basés à Al Khardj en Arabie saoudite, effectuent des missions de reconnaissances au-dessus de l'Irak au profit de l’ONU. Au cours d'un de ces vols, deux MiG-25 tentent d'intercepter et d'accrocher le Mirage IVP no 25/AX.

#### Opération Allied Force/Trident (23 mars - 10 juin 1999)
Faisant suite à l'opération française Salamandre (1996) à Mostar et Sarajevo, trois Mirage IVP de l'ERS 1/91 sont détachés sur la BA 126 à Solenzara, en Corse dans le cadre de l'opération Allied Force/Trident de l'OTAN durant la guerre du Kosovo, qui mobilise plus d'une centaine d'aéronefs de l'armée de l'air et de l'aviation navale du porte-avions Foch ainsi que 6 500 militaires français au sol. La mission des Mirage IVP consiste à survoler la Serbie deux fois par jour, à l'aller (traversée à faible vitesse de l’Italie entre Rome et Pescara, 1er ravitaillement en vol par C-135FR au-dessus de la mer Adriatique, puis survol de la Serbie à Mach 1,8 et 13 700–15 000 m) comme au retour (2e ravitaillement en vol au-dessus de l'Adriatique, nouveau survol de la Serbie et 3e ravitaillement). Après développement, les films étaient acheminés, au début de l’opération, par l'Alpha Jet de l'ERS 1/91 à Vicence, siège de l’État-major de l'OTAN, puis, par la suite, par transfert informatique. En parallèle, les images obtenues étaient aussi transférées sur la BA 110 à Creil, siège de la Direction du renseignement militaire (DRM).

#### Opération Heraclès (21 octobre 2001 - février 2002)
Deux Mirage IV P et deux C-135 FR sont détachés sur la base aérienne d'Al Dhafra de l'UAEAF aux Émirats arabes unis dans le cadre de l'opération française Heraclès durant la guerre d'Afghanistan, qui mobilise des Mirage 2000 puis Rafale de l'armée de l'air et de l'aviation navale du porte-avions Charles-de-Gaulle, plusieurs autres navires ainsi que 2 200 militaires français au sol. La mission de six heures des Mirage IV P consiste à survoler l'Afghanistan une fois par jour aller (traversée de la mer d’Arabie, survol par le sud du Pakistan, 1er ravitaillement en vol par C-135 FR au-dessus de l'Afghanistan, mission de reconnaissance d'une heure 40) et retour (après un 2e ravitaillement). Un total de 80 missions sont effectuées à partir du 21 octobre 2001. Les Mirage IV P regagnent la France métropolitaine en février 2002.

#### Opération Tarpan (21 février 2003 - 19 mars 2003)
Faisant suite à l'opération Aladin (1998), deux Mirage IV en livrée gris/vert portant le sigle 'UN' sur la dérive et deux C-135FR s'envolent de la BA 125 d'Istres le 21 février 2003 et sont déployés sur la base aérienne Prince Sultan de la RSAF à Al Kharj en Arabie saoudite dans le cadre de l'opération Tarpan de l'ONU, visant à épauler les inspecteurs en désarmement qui sillonnent l'Irak à sa demande. Les missions débutent le 26 février 2003 à raison d'un vol quotidien en moyenne d'une durée de 4 à 5 heures. Les deux Mirage IV photographient environ 110 000 km2 du territoire irakien au cours, selon le ministre de la Défense français Michèle Alliot-Marie, « de missions planifiées de survol de l'Irak, qui auront été préparées avec les inspecteurs, et d'autre part [...], la possibilité que les Mirage IV effectuent des missions d'opportunité sur certains sites [...], des missions qui sont fixées en dernière minute, par exemple le matin même, à la demande des observateurs en Irak. » Bien que certains survols sont « illuminés » par la DCA irakienne, ils se déroulent à vitesse subsonique et à moyenne altitude. La France comme l'ONU peuvent visionner les photos quelques heures à peine après le survol des objectifs pour identifier les zones « suspectes » supposées abriter des armes de destruction massive. Les avions regagnent la Base aérienne 118 Mont-de-Marsan le 19 mars 2003 et, le lendemain, la coalition américano-britannique envahit l'Irak.

### Accidents
Le 13 février 1961, le prototype no 1 s'écrase après son décollage de Brétigny à la suite, semble-t-il, de l'explosion du compresseur du moteur droit dû à la fatigue d'une couronne d'aubes, les deux navigants se sont éjectés.
Le 17 août 1966, le MIV no 35, de l'EB 2/94 Marne, décolle de Saint-Dizier pour un vol de nuit, il est dérouté vers Avord (piste longue de 3 500 m). L’éclairage de piste est en panne. La « panne électrique du terrain d'Avord aurait été provoquée par des rats ayant détérioré les câbles électriques. On racontait également l'histoire d'un permanent qu'on n'avait pas pu joindre et d'une fameuse clé introuvable pour tenter de mettre en route le groupe électrogène de secours ». Il n'y a eu aucun incendie, en raison de l'absence de carburant. Le navigateur s'est éjecté à l'arrêt du premier moteur et le pilote à l'arrêt du second, à cause du carburant épuisé, après trois tentatives d'atterrissage, "avec notamment la mise en place de camions, phares allumés, pour faciliter la localisation de la piste. C'est donc un appareil en état de fonctionnement qui a été détruit, contrairement aux autres accidents.
Le 9 janvier 1970, le Mirage IV no 22 de l'EB 3/94 Arbois s'écrase au cours d'un exercice d’entraînement d'approche avec mauvaise visibilité (A.M.V.) de l'aérodrome de Luxeuil (Rodéo GCA), au lieu-dit "Leyval" commune de Val d'Ajol (département 88), les deux membres d'équipage ont trouvé la mort lors du crash. 
Le 12 octobre 1971, le Mirage IV no 30 de l'EB 2/93 Cévennes s'écrase, les deux membres d’équipage trouvent la mort lors du crash. Une stèle est érigée le 8 juin 2015, à proximité de l'écluse n°62 de la Garenne sur la commune de Hallignicourt (52), à proximité de la BA 113 de Saint Dizier.
Le 15 mai 1973, le Mirage IV no 33 de l'EB 3/94 Arbois tombe à la suite d'une « anomalie due à la rupture d'une canalisation de la post-combustion. L'avion décolle mais ne prend pas de l'altitude. L'équipage annonce et tente une éjection alors que l'avion est en descente à trop basse altitude et hors du domaine des sièges éjectables. Les deux membres d'équipage sont tués. ».
Le 26 septembre 1973, le Mirage IV no 2 codé AA de l'EB 3/94 Arbois s'abîme en mer Méditerranée au large de Solenzara en Corse lors d'une campagne de tir. Les deux membres de l'équipage s'éjectent.
Le Mirage IV no 15, venant de la base 113 de Saint-Dizier pour une mission d'entraînement au bombardement de nuit, s'écrase, le 9 janvier 1975, à Luxey, l'équipage est tué.
Le Mirage IV no 58 s'écrase à Mont-de-Marsan, le 7 octobre 1977, en raison d'un problème technique et les deux navigants sont tués.

### Le retrait du service
L'ERS 1/91 « Gascogne » est officiellement dissous le 23 juin 2005, marquant la fin de carrière définitive des cinq derniers exemplaires encore en service. En 41 années, les Mirage IV auront effectué environ 337 000 heures de vol. L'état technique de la force Mirage IV est resté excellent jusqu'à la fin, avec une disponibilité des avions en ligne supérieure à 80 % en 2005. Le dernier vol de l'avion est effectué le 30 juin 2005 par les exemplaires no 61 (F-THCH) et 62 (F-THCI) au départ de la Base aérienne 118 Mont-de-Marsan, pour rejoindre leurs lieux d'exposition.
Plus de quinze avions sont conservés et désormais exposés soit dans des bases aériennes soit dans des musées. En particulier :
- au Musée de l'air et de l'espace du Bourget, les Mirage IV A no 9 (F-THAH, celui ayant effectué le premier largage opérationnel de l'arme nucléaire) et IV P no 62 (F-THCI), ainsi que le prototype Mirage IV 02 (non présenté au public),
- au Yorkshire Air Museum (en) d'Elvington, dans le Yorkshire au Royaume-Uni , le Mirage IV A no 45 (F-THBR), machine auparavant exposée à la Cité des sciences et de l'industrie de la Villette (Paris)[65],
- au Musée de Savigny-lès-Beaune, le Mirage IV A no 6 (F-THAE) et le Mirage IV A no 18 F-THAQ,
- au Musée de l'Aviation de Lyon-Corbas (Rhône), le Mirage IV P no 28 F-THBA a été classé Monument Historique en avril 2015[66]. Il a rejoint la collection du musée en juillet 2010 où il a été restauré par un groupe de cinq mécaniciens dirigé par Remy Bourdon[67]. La restauration est terminée en juin 2013 après 6500 heures de travail. Le train d’atterrissage, l’éclairage et les commandes de vol fonctionnent. Il s'agit initialement d'un Mirage IV A conçu vers 1965-1966 puis reconverti en prototype No 2 du mirage IV P avec un premier vol le 12 mars 1982. Il a été retiré du service actif en 1997,
- au Musée de l'aviation de chasse de Montélimar le Mirage IV P no 31 F-THBD,
- au Conservatoire de l'air et de l'espace d'Aquitaine, le Mirage IV P no 56 (F-THCC).
- aux Ailes Anciennes Toulouse le Mirage IV P no 26 (F-THAY),
- au Conservatoire CANOPÉE à Châteaudun, le Mirage IV P no 1 (F-THAP), premier appareil de série,
- au Musée de l'épopée et de l'industrie aéronautique à Albert, le Mirage IV P no 25 (F-THAX),
- à la base 721 de Rochefort, au bord de la place d'arme, Mirage IV A n°4 (F-THAC),
- à la base aérienne 106 Bordeaux-Mérignac, à l'entrée de la base, Mirage IV P n°11,
- à la base aérienne 113 Saint-Dizier-Robinson, le Mirage IV A n°16, immatriculé AO.

### Autour de l'avion

#### Livres
- Hervé Beaumont, Mirage IV : une épée pour la France, Clichy, Casa, coll. « Docavia », 2024, 751 p. (ISBN 978-2-38058-388-5).
- Alain Crosnier, Mirage IV, Le bombardier fantastique, Bruxelles, Skyshelf, 2023, 122 p.
- Alexandre Paringaux, Le règne du Mirage IV, Woippy, G. Klopp, coll. « Prestige «aéronautique» », 1995, 190 p. (ISBN 2-906535-03-6)Album contenant de superbes photographies.
- Hervé Beaumont, Mirage IV : le bombardier stratégique : histoire du vecteur aérien piloté de la force de dissuasion nucléaire française, Clichy (Hauts-de-Seine), Larivière, coll. « Docavia », 2003, 367 p. (ISBN 2-914205-02-3)Ouvrage de référence comprenant 1 400 photographies.
- Jean-Michel Charlier (scénario) et Jijé (dessin), Tanguy et Laverdure : Destination Pacifique, Neuilly-sur-Seine, Dargaud, 1978 (ISBN 2-205-00338-0) et Menace sur Mururoa (ex-Menace de mort sur Tahiti), Dargaud Éditeur, Paris, 1969 (BNF 43416617) Ces deux bandes-dessinées mettant en scène les efforts d'une « secte xénophobe et ultranationaliste, d'inspiration indonésienne ou japonaise » visant à saboter le tir Aldébaran de 1966, décrivent avec force détails les installations du Centre d'expérimentations du Pacifique et ses avions, même si le Mirage IV n’apparaît pas dans ces épisodes.

#### Articles de référence
- Bernard Bombeau, « Le Mirage IV : premier vecteur atomique français », dans Air & Cosmos  (ISSN 1240-3113), no 1993 (22 juillet 2005).
- Alain Crosnier, « Mirage IVA, bombardier fantastique », dans Air Fan no 192 de novembre 1994 à no 198 de mai 1995.
- Le Fana de l'Aviation n° 597, août 2019 : "Le Mirage IV, un bombardier nucléaire pour la France".

#### Documentaires
- Yves Jan, Philippe Comtet, « L'avion de la Bombe », France 3 Aquitaine, Promesse TV (52 min ; 2007).
- Alexandre Paringaut, "Le Mirage IV P", le SIRP de l'armée de l'air (52 min ; 2005).

#### Jeux vidéo
- Images de synthèse et vidéos du décollage et de l'atterrissage d'un Mirage IV [lire en ligne].
- Le Dassault Mirage IV P, apparait dans le jeu vidéo Tom Clancy's HAWX.

### Aéronefs comparables
- Convair B-58 Hustler

### Ordre de désignation
- Mirage III - Mirage IV - Mirage 5 - Mirage F1 - Mirage G/G4/G8 - Mirage 2000 - Mirage 4000 -